# Pokémon 2 - Ensam är stark
Pokémon 2 - Ensam är stark (Pokémon 2: The Power Of One) är en japansk/amerikansk animerad långfilm från 2000, och är uppföljaren till Pokémon Filmen. Filmen brukar också kallas för Pokémon 2000, eftersom den hade premiär strax efter att det nya millenniet hade inletts.

## Handling
Pokémontränaren Ash Ketchum och hans vänner Misty (Vatten-Pokémontränare) och Tracy (Pokémon-skådare) är ute på en båttur, men råkar ut för en storm som för dem till De Orangea Öarna (The Orange Islands). Där får de veta att en profetia har slagit in, och att världen hotas att bli översvämmad av en jättevåg. Bara "Den Utvalde" kan stoppa profetian från att slå in, och det visar sig vara Ash som är den utvalde.
För att rädda världen från undergång måste Ash samla på sig tre klot från tre olika öar (Eldön, Blixtön och Isön), för att sedan förena dessa i ett tempel på den stora ön som ligger i samband med de tre övriga.

## Kuriosa
Ian McKellen och Patrick Stewart blev erbjudna att dubba Lawrence röst men de tackade nej. Vid den amerikanska dubbningen så byttes musiken i filmen ut. Till exempel så spelas traditionell japansk musik i en festivalscen, vilken byttes ut mot karibisk musik. Även filmens ledmotiv byttes ut mot en melodi som bär likhet med Rick Wakemans ledmotiv till rysaren Brännmärkt från 1981.  
Precis som den förra filmen, släpptes det även en skiva innehållande allt soundtrack till filmen, inklusive balladerna Flying Without Wings med Westlife, Semi Charmed Life med Third eye Blind, The Extra Mile med Laura Pausini, och The Power Of One med Donna Summer, som förekommer i filmens slut. Herman Cain har vid flera tillfällen citerat The Power Of One.
Till skillnad från sin föregångare blev denna film inte en lika stor succé på biograferna.

## Svenska röster
- Dick Eriksson - Ash Ketchum
- Anna Book - Misty och datorröst
- Ikue Ôtani - Pikachu
- Peter Sjöquist - Lawrence och Mr. Mime
- Annelie Berg - Jessie och professor Ivy
- Andreas Nilsson - James
- Linus Wahlgren - Meowth och kameraman
- Pernilla Wahlgren - Melody och fru Ketchum
- Fredrik Dolk - Lugia och nyhetsuppläsare
- Niclas Wahlgren - Tracey
- Gunnar Ernblad - Slowking
- Anna Gyllenberg - Carol
- Hans Wahlgren - Professor Oak och berättare
- Mattias Knave - Tobias, Brock och försäljare
- Eleonor Telcs-Lundgren - Maren